# Giancarlo Salvi
Giancarlo Salvi (Dego, 23 de febrero de 1945-Vicenza, 6 de mayo de 2016) fue un futbolista italiano que jugó como centrocampista.

## Biografía
Tras formarse en las categorías inferiores del club, debutó finalmente como futbolista profesional con el primer equipo de la UC Sampdoria en 1963. Jugó en el club durante una temporada, ya que al finalizarla se fue en calidad de cedido al AC Milan, con el que jugó dos partidos de liga y uno de la primera ronda de la Copa de la UEFA. Al finalizar la temporada volvió a la Sampdoria, con el que jugó hasta 1976 siempre en la Serie A excepto en la temporada 1966/67, que jugó en la Serie B tras descender el año anterior. Posteriormente jugó para el Vicenza Calcio, Varese Calcio y de nuevo para el Vicenza, con el que acabó su carrera deportiva.
Falleció el 6 de mayo de 2016 en Vicenza a los 71 años de edad.

## Clubes
| Club              | País   | Año         | Partidos | Goles |
| ----------------- | ------ | ----------- | -------- | ----- |
| UC Sampdoria      | Italia | 1963 - 1964 | 22       | 4     |
| AC Milan (cedido) | Italia | 1964 - 1965 | 3        | 0     |
| UC Sampdoria      | Italia | 1965 - 1976 | 269      | 46    |
| Vicenza Calcio    | Italia | 1976 - 1979 | 96       | 6     |
| Varese Calcio     | Italia | 1979 - 1980 | 30       | 8     |
| Vicenza Calcio    | Italia | 1980 - 1981 | 1        | 0     |